# Gulbrynad törnskatsvireo
Gulbrynad törnskatsvireo (Vireolanius eximius) är en fågelart i familjen Vireonidae.

## Utseende och läte
Gulbrynad törnskatsvireo är en stor och färgglad vireo. Limegrön ovansida kontrasterar med lysande gult i ett ögonbrynsstreck och på strupen, övergående i ljusare gult på buken. Noterbart är vidare blå hjässa och en kraftig näbb med för familjen typiska krökta spetsen. Sången består av några få fallande visslingar.

## Utbredning och systematik
Fågeln förekommer i Colombia, Panama och Venezuela. Dess naturliga habitat är tropiska och subtropiska fuktiga låglandsskogar och tropiska eller subtropiska fuktiga bergsområden.

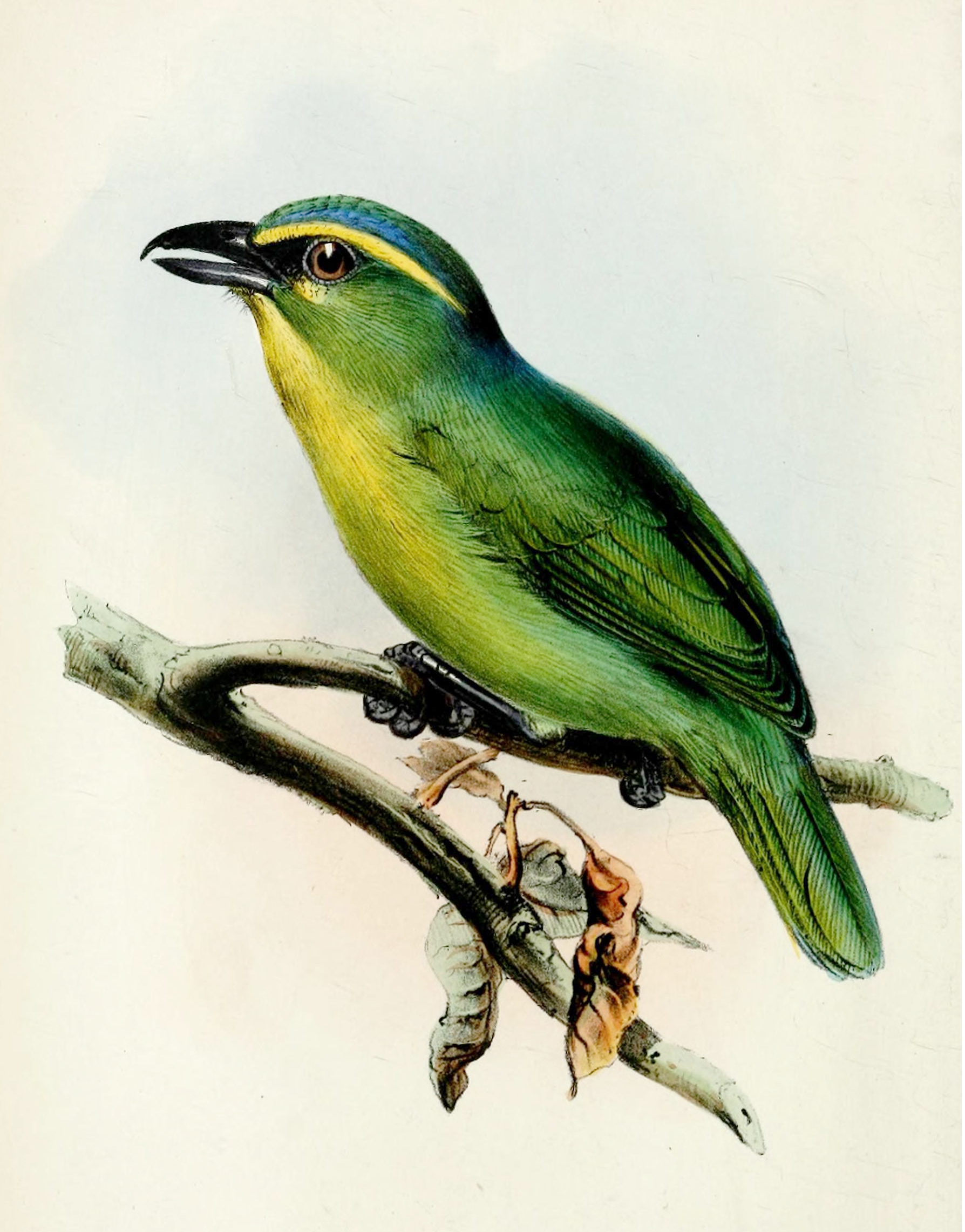

## Levnadssätt
Gulbrynad törnskatsvireo hittas i låglänta skogar. Den ses enstaka eller i par, trögt förflyttande i trädkronorna, ibland som en del av kringvandrande artblandade flockar.

## Status och hot
Arten har ett stort utbredningsområde, men tros minska i antal, dock inte tillräckligt kraftigt för att den ska betraktas som hotad. Internationella naturvårdsunionen IUCN listar arten som livskraftig (LC).